# Benedetto Quarantino
Benedetto Quarantino (Milano, circa 1655 – Milano, circa 1710) è stato un architetto e ingegnere italiano.

## Biografia

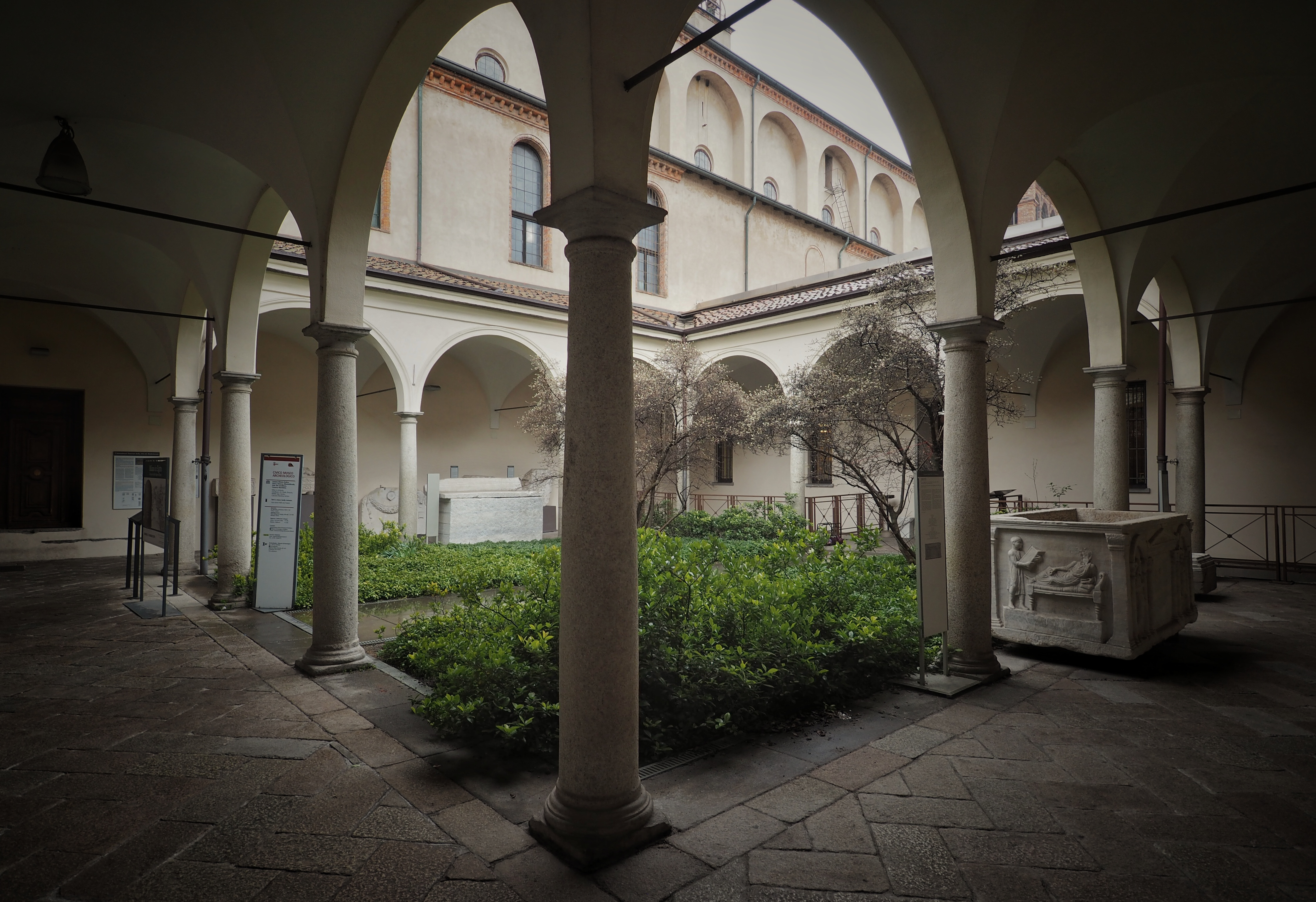
Il chiostro del Monastero benedettino di San Maurizio

Benedetto Quarantino fu il padre dell'architetto e ingegnere Bernardo Maria Quarantino e insieme ad un gruppo di colleghi si caratterizzarono per uno stile austero e funzionale che ebbe molto successo a Milano a cavallo del Settecento.
Quarantino fu iscritto nel libro degli ingegneri-architetti milanesi dal 1675.
Tra i suoi primi progetti si può segnalare la collaborazione con il Muttuone nella realizzazione di un cortile caratterizzato da un elegante porticato per il Monastero benedettino di San Maurizio.
In seguito lavorò per aggiornare l'interno della Basilica di San Marco a Milano, ispirata al progetto iniziale di Francesco Castelli del 1690.

## Opere
- Cortile con un elegante porticato per il Monastero benedettino di San Maurizio;
- Interno della Basilica di San Marco a Milano.